# Робі Факкінетті
Камі́лло Фердіна́ндо «Ро́бі» Факкіне́тті (італ. Camillo Ferdinando "Roby" Facchinetti; нар. 1 травня 1944 року) — італійський музикант, композитор та співак. клавішник гурту Pooh.
З Pooh записав декілька найуспішніших італійських дисків, серед яких Piccola Katy (1968), Tanta voglia di lei e Pensiero (1971), Noi due nel mondo e nell'anima (1972), Parsifal (1973), Dammi solo un minuto (1977), Chi fermerà la musica (1981), Uomini soli (1990), La donna del mio amico (1996), Dimmi di si (1999).
Окрім того, вважається одним з найвизначніших голосів Італії, завдяки діапазону та потужності.
Опублікував 2 сольних студійних диски.

## Біографічні дані
Камілло Фердінандо Факкінетті був прозваний Робі з дитинства, від бергамського слова robìn,, тобто малючок, дитятко, через свою тендітну статуру. Провів дитинство у рідній місцевості, у Астіно, периферійний квартал Бергамо.
Його дідусь був композитором та директором поліфонічного хору.
Перша музична спроба трапляється дуже рано, у віці чотирьох років, коли він на слух починає грати на губній гармоніці. У вісім років починається навчання на акордеоні, а в десять — на фортепіано В одинадцять починає компонувати перші твори, і ця здібність привела його до участі у численних ансамблях другої половини п'ятдесятих та початку шістдесятих.
У 1970 одружується з Міреллою Костою, від якої має двох дітей: Alessandr'у (сьогодні відома модельєрка; їй було присвячено альбом Alessandra Pooh 1972) та Валентину (1977). У 1979, розлучається з дружиною, і живе декілька років з Розарією Лонгоні, від якої має сина, Франческо Факкінетті (співак та телеведучий). Припинивши конкубінат, у 1986 знайомиться зДжованною Лоренці, яка стає його дружиною у 1989, від якої має наступних двох дітей: Роберто (1987) та Джулію (1991).

## До Pooh
Його перший гурт «I Monelli» (укр. Хлопчаки, Бешкетники), з'явився у 1958, з ним він грає на провінційних танцях. Після такого гартування, група виступає у гранд-готелі Ріміні і зустрічає Паоло Бачільєрі (Paolo Bacilieri), директора «La Stalla», славетного ресторану у Риччоне.
Результатом прослуховування стає найняття музикантів на роботу у ресторані протягом двадцяти днів, потім, завдяки успіху, що його мав гурт, термін було подовжено до кінця сезону.
Перейшовши у 1964 до ансамблю «Pierfilippo e Les Copains», Робі мандрує Італією, аж доки одного вечора на початку 1966, ансамбль не грає у болонському ‘Sporting Club’ разом з Pooh. Під кінець виступу Робі була зроблена пропозиція приєднатися до цього гурту, оскільки виникла необхідність замістити Боба Джіллота, англійського хлопця, який створював деякі проблеми. Він погоджується, з благословіння своєї старої групи, яка спонукує його зробити це, та бере собі за артистичне ім'я 'Roby', бо його справжнє ім'я не здається йому достатньо роковим.

## З Pooh
У травні 1966 Факкінетті входить до складу Pooh, яка на той час ще є «експериментальною» групою, що недавно змінила свої порядки, після перших п'яти аматорських років під назвою 'Jaguars'. Він відразу стає композитором більшості пісень, в дійсності — дует «Факкінетті-Неґріні», першою піснею є Brennero '66, яка принесла сумнівний успіх на «Festival delle Rose» (Фестиваль Роз) 1966. Опріч того що Робі є автором пісні, він також її і виконує.
Твір був засуджений на Rai, перед групою була поставлена вимога змінити назву та переробити текст.
Пісня стала називатись «Le campane del silenzio», але під час концерту на радіо виникли технічні перешкоди, що не дозволило прослухати її. В результаті вона посіла останнє місце.
Роль Факкінетті у групі стає переважаючою. Він є головним автором музики: більш ніж половина пісень належить йому. Роббі, який вважався лідером гурту також поза сценою, що зумовлювалось окрім авторства, неповторним голосом, потужним та чистим, часто виконує сольні вокальні партії.
До 1971 всі музичні композиції проходять через його досвідчені руки, навіть коли їх виконання доручається Рікардо Фольї та Доді Баталья.Робі з насолодою співає, у дуеті з Неґріні, в La Fata della Luna 1969, одна з найважливіших пісень платівки Memorie, яка вже була опублікована у попередньому році як La leggenda della Luna на диску Contrasto (у цьому випадку виконана одним Робі)). Його голос також впізнаємо у таких піснях цього періоду як Per quelli come noi, Il cane d'oro, Mr. Jack тощо.
Робі також належить перший великий успіх гурту, Piccola Katy, сторона B менш щасливої In silenzio, синглу 1968.
Далі йдуть другорядні сингли, перед тим як з'являються пісні, що відкривають квартетові світові хіт-паради. Це, написані удвох з вірним текстярем Валеріо Неґріні Tanta voglia di lei, Pensiero, Noi due nel mondo e nell'anima , Nascerò con te, Quando una lei va via,Io e te per altri giorni, Infiniti noi, Parsifal.
На першому long-playng диску Pooh опублікованому на новій ірмі грамзапису «Cbs», у 1971, Робі є єдиним автором музики і обмежується співанням фінальної строфи титульного треку «Opera Prima».
З 1972, з виходом Alessandra (пісні та альбому присвячених новонародженій доньці Факкінетті) також Доді Баталья починає пропонувати себе як автора музики гурту.
На альбомі Parsifal, що знаменує остаточне формування ансамблю, Робі обмежується вокальними партіями у Lei e lei (написана Доді Баталья), L'anno, il posto, l'ora та Solo cari ricordi, в останніх двох чергуючись з Доді та Редом.
Понад те, у цьому альбомі проявляється вагоме підтвердження його композиторських здібностей, які ясно видні у десятихвилинній сюїті Parsifal; ці здібності також знаходимо у сюїтах наступних років: Il tempo, una donna, la città, Padre del fuoco, padre del tuono, padre del nulla, Il ragazzo del cielo, Viva, Grandi speranze, Il giorno prima, Puoi sentirmi ancora, Dove comincia il sole тощо.,
З виходом синглу Per te qualcosa ancora, Робі стає лідируючим голосом гурту, виконуючи у подальшому найуспішніші хіти десятиріччя, починаючи з Linda, Pierre, Dammi solo un minuto, Cercami, Ci penserò domani та Io sono vivo.
У 1984 виходить «Roby Facchinetti», сольний альбом записаний з англійськими музикантами та симфонічним оркестром Монако і в 1993 — «Fai col cuore», другий сольний альбом записаний із симфонічним оркестром, більш інтроспективний відносно до попереднього. Обидва диски — вагомий доказ його композиторської культури та здібностей.
Його роль як вокального лідера продовжувалась протягом усіх вісімдесятих і досягла вершини з перемогою на Санремо 1990, де йому було довірено потужний приспів Uomini soli.
У подальшому, Факкінетті як композитор працює поруч з Редом Канціаном (Red Canzian) та Доді Баталья, в той час як тексти все частіше доручаються Стефано Д'Ораціо (Stefano D'Orazio), який пише на музику Роббі такі важливі пісні, як La donna del mio amico або Dimmi di si (потім виконана самим Д'Ораціо].
Разом з сином Франческо бере участь у 57ª сезоні Фестивалю Санремо, з піснею Vivere normale, присвяченою темі синівської любові та відносинам з дітьми. Після першого виступу вони були гостро розкритиковані експертом Маріо Луцзатто Феджицем (Mario Luzzatto Fegiz). Але, попри це, посіли на конкурсі восьме місце.

## Недавня діяльність
Факкінетті написав саундтрек до документального фільму про Леонардо да Вінчі Leonardo chi? [Леонардо хто?),, репрезентований на кінофестивалі 2010 у Римі.
У вересні 2010 дав повторно мега-концерт (уперше у вересні 2008 в ‘своєму’ Бергамо перед аудиторією у сорок тисяч осіб.

## Дискографія
- Roby Facchinetti (1984)
- Fai col cuore (1993)

### Інші записи
- Atalanta azzurra (1986). Написана Робі Факкінетті. Гімн футбольної команди «Аталанта». Існують три версії пісні: перша — входить як сторона A однойменної сорокоп'ятки, друга — інструментальна версія тієї ж пісні, третя — голос та фортепіано, записана Робі Факкінетті пізніше.
- Saprai (1990). Записана Робі Факкінетті з Фйордалізо [Fiordaliso), увійшла до платівки «Il portico di Dio». Іспанська версія, «Sabrás», виконана дуетом Фйордалізо та Рікардо Фольї.
- Alleluja (2000). Написана Робі Факкінетті та Валеріо Неґріні для канонізації Іоанна XXIII, уроженця Бергамо. Робі виконав її з оказії святкового вечора у супроводі оркестру та Хору міста Бергамо.
- Marcobaleno 2002. Написана Факкінетті для 45 сезону Zecchino d'Oro.
- D'amore (2003). Написана Робі Факкінетті та Валеріо Неґріні для Алессандро Сафіни, Факкінетті співає у фіналі пісні.
- Grande Madre (2005). Релігійна пісня, присвячена Богородиці, написана Робі та Стефано Д'Ораціо.
- Dea (2007). Офіційний гімн футбольної команди Аталанта, до святкування сторіччя. Текст та музика Факкінетті.

## посади та Нагороди
У 1986 президентом республіки Франческо Коссіґою йому було надано звання 'Cavaliere della Repubblica Italiana' [Кавалер Італійської Республіки).
Музикант-контролер на лідируючій фірмі фірмі електронних музичних інструментів та програмного музичного забезпечення ‘Roland’.

## Цікаве
- Слухає багато італійської та зарубіжної музики, але гребує симфонічною музикою, почуття, що він його отримав у спадок від матері.
- Знаменитий тіфозо Аталанти, та симпатизує Мілану[1].
- Любить робити Джоґінґ для сприяння натхненню.
- Відома його кухарська вправність (любитель простих страв) та пристрасть до хорошого італійського вина. Має погрібець з 2 000 найменувань вин, передусім червоних тосканських, п'ємонських та сицилійських.
- Пристрасний прихильник регбі, вболіває за Benetton з Тревізо.
- Брав участь у багатьох заходах саєнтологів[2][3].